# Josef Dvořák (lední hokejista)
Josef Dvořák (* 1. září 1937 Olomouc) je bývalý český profesionální hokejista.

## Hráčská kariéra
- 1960–1961 – TJ Moravia DS Olomouc
- 1961–1962 – TJ Moravia DS Olomouc
- 1962–1963 – TJ Moravia DS Olomouc
- 1963–1964 – TJ Moravia DS Olomouc
- 1964–1965 – TJ Moravia DS Olomouc
- 1965–1966 – TJ ZKL Brno